# 沙特阿拉伯皇家海军
沙特阿拉伯皇家海军（阿拉伯语：القوات البحرية الملكية السعودية，缩写为RSNF），是的沙特阿拉伯王国海军力量。海军拥有6万多名官兵，其中包括海军陆战队员。海军总部设在利雅得。西部舰队驻扎在红海区域，吉达为主要海军基地。东部舰队驻扎在波斯湾，总部设在朱拜勒。其他海军设施位于延布，达曼和拉斯米希布。

## 历史

### 建立

#### 沙特阿拉伯的观点[2]
根据沙特人的观点，沙特阿拉伯海军始于第一沙特王国时期的1796年5月下旬。当沙特东部临近波斯湾的哈撒地区被控制后，为了拥有海事港口，使其能够与外界进行商业联系而设置了海岸巡逻队。

#### 西方的观点[3]
1957年，在英国人从苏伊士撤退后，沙特人通过收购了一些英国海岸巡逻艇和气垫船，扩大了他们的小型海军。西方以此作为沙特海军的开始。

#### 沙特海军扩建计划（SNEP）
1972年1月16日，美国和沙特阿拉伯政府签署了启动沙特海军扩建计划（SNEP）的谅解备忘录，美国同意向沙特阿拉伯提供技术和咨询援助，以实现沙特海军现代化和扩张的需要。
沙特阿拉伯阿拉伯从美国，法国，英国和其他国家购买了大量现代化的,从护卫舰到小型巡逻艇海军舰艇。在这个现代化项目之后，沙特阿拉伯拥有波斯湾地区规模最大，装备最好的海军力量。 

##### 沙特海军扩建计划第二期（SNEP II）[4]
沙特海军现代化的20年后，相关技术和装备已经过时。该计划始于2008年，战舰是美国资助的沙特海军加强计划II（SNEP II）的核心部分。其他包括濒海战斗舰，反潜直升机，巡逻艇，以及反潜机。
且面对沙特阿拉伯与伊朗重新抬头的紧张局势日益加剧：自2007年以来，伊朗一直威胁要封锁狭窄的霍尔木兹海峡。这样做将极大地限制沙特阿拉伯出口石油及相关产品的能力，而且这是该国的生命线。虽然这样做会触发国际事件，但在危机结束之前，伊朗可能会对区域经济造成重大损害。由此沙特阿拉伯加速了该计划的实施。

## 海军基地

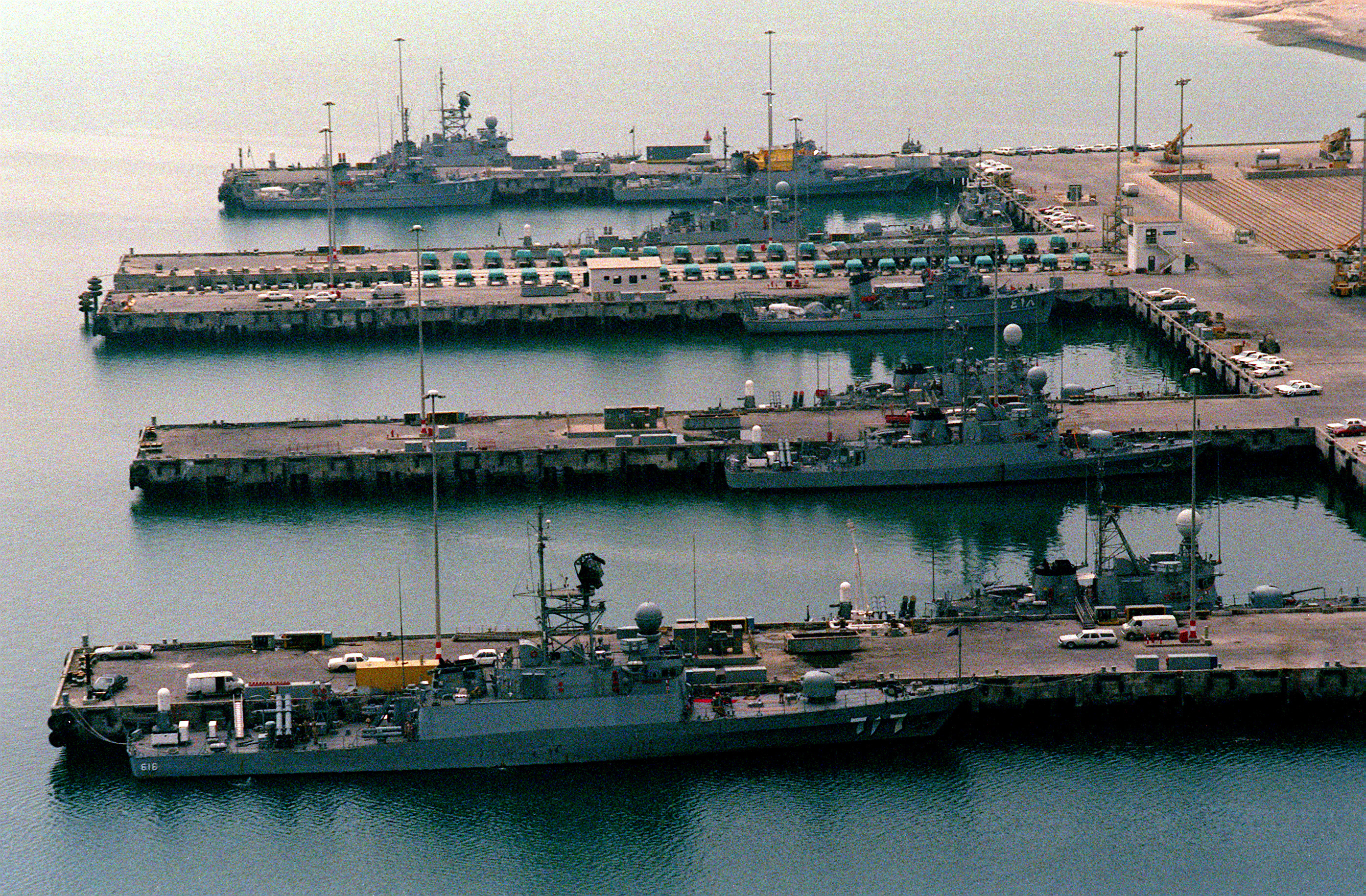
朱拜勒海军基地码头

- 朱拜勒海军基地码头朱拜勒阿卜杜勒·阿齐兹国王海军基地
- 达曼
- 吉达费萨尔国王海军基地
- 吉赞

## 海军舰队
- 东部舰队

沙特海军东部舰队驻扎在朱拜勒阿卜杜勒·阿齐兹国王海军基地。
- 西部舰队

沙特海军西部部舰队驻扎在吉达费萨尔国王海军基地。

## 海军学院

### 法赫德国王海军学院
沙特阿拉伯内阁在1403年6月批准设立了法赫德国王海军学院。

### 海军陆战队特别学校（مدرسة مشاة البحرية الخاصة）
回历1400成立于吉达，包括新兵培训中心和海军陆战队中心。学校提供潜水，设备维修，两栖装甲和高速艇等课程。

### 高级海军学校（مدارس القوات البحرية المتقدمة）
高级海军学校成立于回历1400年2月14日，初期以海洋技术研究院(معهد الدراسات الفنية البحرية)的名义存在.回历1401年改名海军学校（مدارس القوات البحرية）后又改名为高级海军学校。
学校为军官和个人举办了许多高级课程，其中包括几个方面：
- 供应与管理学院
- 营运学院
- 电子学院
- 专业技术学院
- 英语学院
- 通信与信息技术学院
- 水雷战学院
- 潜艇学院
- 航空学院
- 维修学院
- 火炮和迫击炮学院

### 海军训练中心مركز التدريب البحري
回历1401年成立于费萨尔国王海军基地，任务是培训海军新人。

## 海军舰艇

### 护卫舰

#### 利雅得级Al Riyadh (F3000S Sawari II) Class护卫舰
利雅得级护卫舰是法国拉斐特级防空扩展版本，排水量约为4700吨，长度达133米。
- 812 利雅得号 Al Riyadh (2002)
- 814 麦加号 Makkah (2003)
- 816 达曼号 Dammam (2004)

##### 巴德尔级护卫舰
1981年至1983年期间在美国在华盛顿塔科马造船厂为沙特阿拉伯建造了的4 艘巴德尔（白德尔）级护卫舰。护卫舰满载排水量为1,038吨，装备有8 艘鱼叉导弹发射装置，一艘76毫米毫米炮，1座20毫米“密集阵”近程武器系统，1座40毫米炮，2座三联装鱼雷发射管。
- 612 白德尔号Badr（1981）
- 614 叶尔穆克号 Al-Yarmook（1982）
- 616 Hitteen（1982）
- 618 塔布克号 Tabuk（1983）

巡洋舰

### 巡逻艇
1972-1980年美国威斯康星州鲟鱼湾彼得森造船厂为沙特建造了9艘斯迪格级巡逻艇。该级别巡逻艇满载排水量为495吨，装备有四个渔叉 SSM，一个76毫米OTO舰炮，一个20毫米密集阵近程防御武器系统，两个20毫米机炮，一个81毫米迫击炮，两个40毫米榴弹发射器，两个三重12.75英寸鱼雷发射装置。
- 511斯迪格号 (الصّدّيق) (1980)
- 513 法鲁克号 (1981) (الفاروق)
- 515阿卜杜拉·阿齐兹号 (1981)
- 517费萨尔号(1981)
- 519 哈利德号 (1982)
- 521 阿穆尔号 (1982)
- 523 塔里格号 (1982)
- 525 欧格白号 (1982) (عُقبه)
- 527 阿布·欧贝德号 (1982) (أبو عُبيده)

### 扫雷艇
沙特海军装备有英国建造的桑当级Sandown calsss 扫雷舰
- 420  焦夫号Al Jawf (1991)
- 422 Shaqra (1993)
- 424 Al Kharj (1994)

### 补给舰
法国马赛拉西奥塔（La Ciotat）造船厂为沙特建造了两艘布赖代级（Boraida）补给舰（既升级后的迪朗斯河级补给舰），舰艇尾部有两个直升机库。
- 902 布赖代号 Boraida (1984)
- 904 延步号Yunbou (1985)

### 游艇
丹麦赫尔辛格造船厂和机器制造厂建造了两艘皇家游艇。
- 阿卜杜·阿齐兹亲王号
- 亚马麦号

## 参战

### 也门干涉行动
2017年1月30日，沙特护卫舰麦加号在也门荷台达港口遭受一艘炸药快艇的袭击，造成2名人员死亡，3人受伤。

## 脚註
1. ↑  GlobalSecurity.org. . GlobalSecurity.org.   [2018-01-17]. （原始内容存档于2018-01-18）.
2. ↑  محمد فهد العيسى. . الرياض: مكتبة العبيكان. 1195: 62. ISBN 9960501198 请检查|isbn=值 (帮助).
3. ↑  GlobalSecurity.org. . GlobalSecurity.org.   [2018-01-17]. （原始内容存档于2017-07-13）.
4. ↑  Trevithick, Joseph. . The Drive.   [2018-08-06]. （原始内容存档于2018-08-06） （美国英语）.
5. ↑  Kable. . a trading division of Kable Intelligence Limited.   [2018-01-17]. （原始内容存档于2015-10-08）.
6. ↑  上海交通大学. . 上海交通大学. 2005  [2018-01-17]. （原始内容存档于2019-06-11）.
7. ↑  . RT Arabic.   [2018-08-06]. （原始内容存档于2018-08-06） （阿拉伯语）.

## 外部鏈結
- RSNF official website （页面存档备份，存于）